# Mercedes-Benz OM639

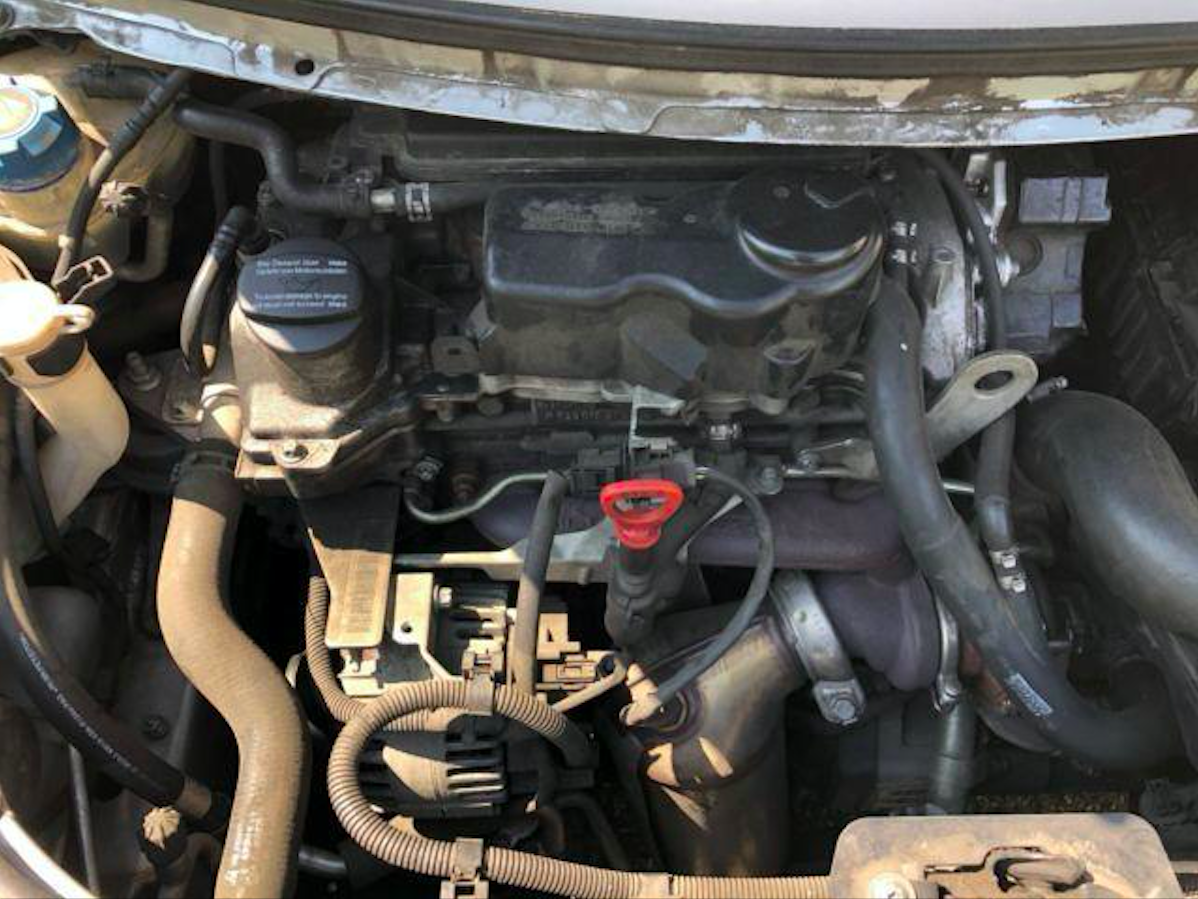

La sigla OM639 identifica un motore Diesel prodotto dal 2004 al 2009 dalla joint-venture tra la Casa tedesca Mercedes-Benz e la giapponese Mitsubishi.

## Profilo e caratteristiche

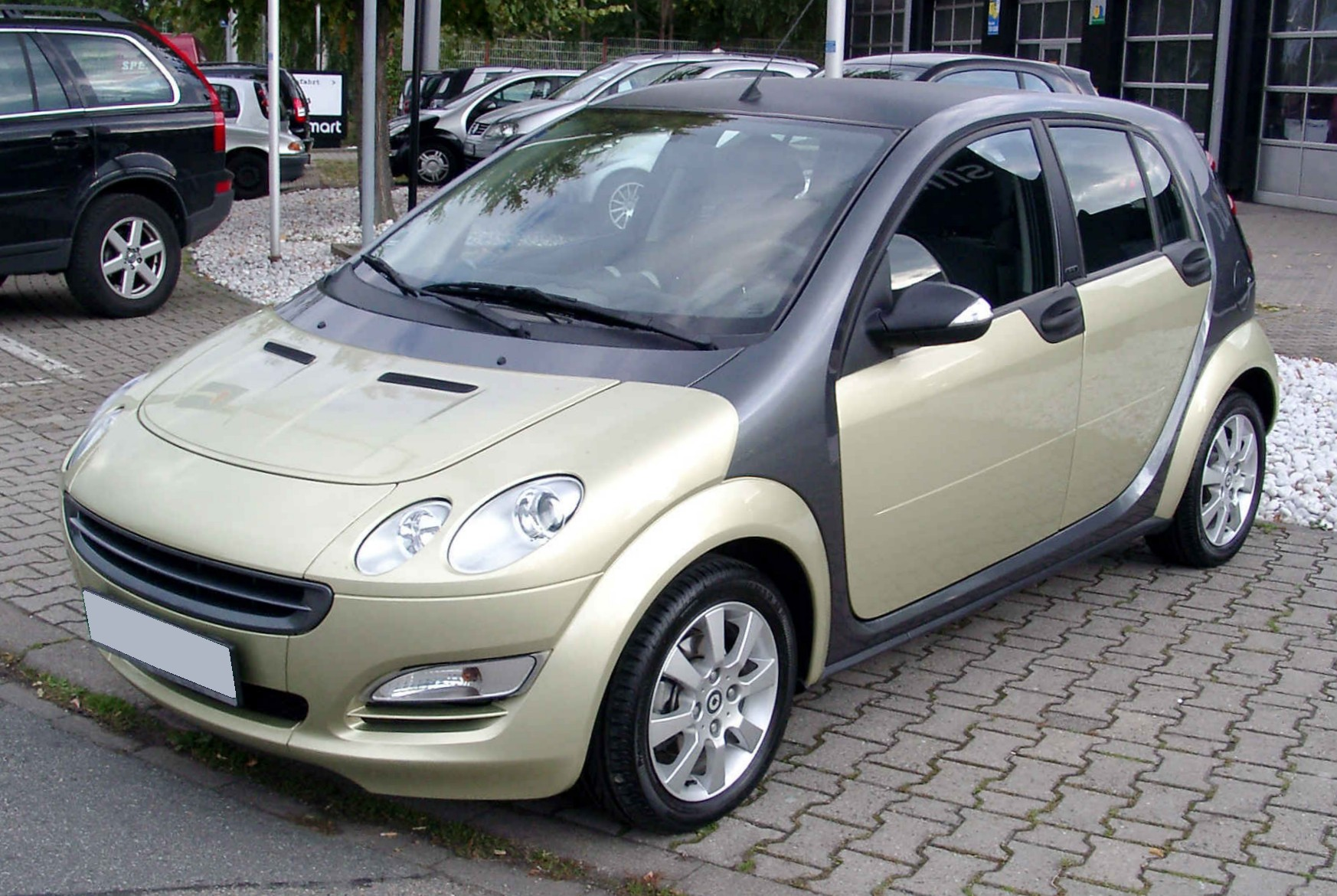
Il motore OM639 è stato montato sulle Smart ForFour...

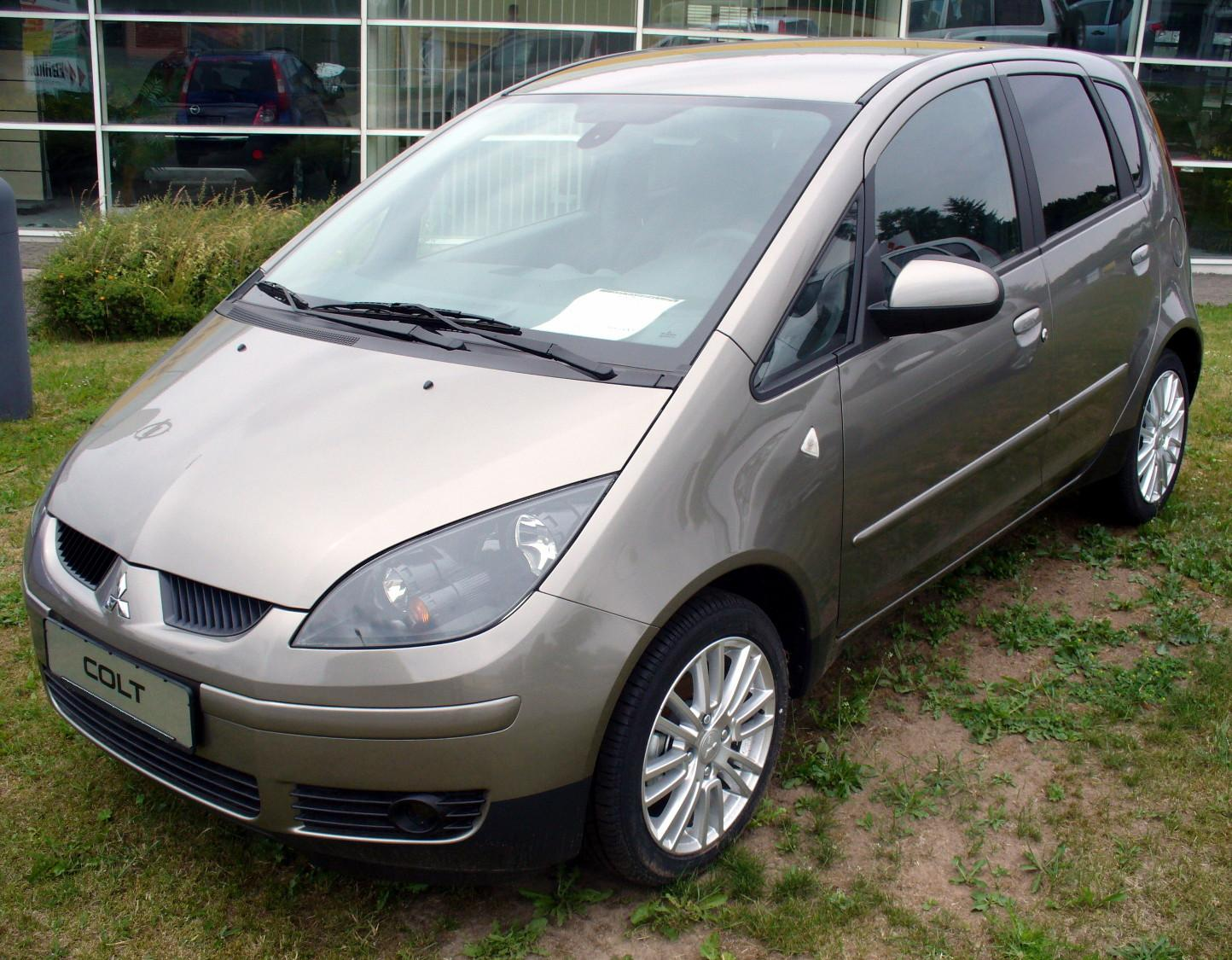
... e sulle prime Mitsubishi Colt della serie Z30

Il motore OM639 nasce quando durante la prima metà degli anni 2000 nacque una collaborazione tra la DaimlerChrysler ed il colosso nipponico. Quest'ultimo è stato in passato nell'orbita del vecchio gruppo Chrysler, fino al 1992. Ma anche in seguito ha mantenuto rapporti di collaborazione con la Casa statunitense, rapporti che hanno dato origine anche ad una collaborazione con Mercedes-Benz nel momento in cui questa è passata a far parte del gruppo DamilerChrysler stesso.

Si tratta di un motore derivato direttamente dal 2 litri turbodiesel common rail OM640 montato sulle Classe A della seconda generazione. Rispetto a quest'ultimo, però, il motore OM639 manca di un cilindro. È quindi un 3 cilindri in linea da 1.5 litri di concezione assai moderna, poiché annovera alcune caratteristiche particolari, come la possibilità di generare lo swirl all'interno della camera di combustione e di controllarne volta per volta la turbolenza in maniera pressoché continua. Altre caratteristiche sono il volano bi-massa, la presenza di un contralbero di bilanciamento ed il sistema di iniezione common rail di seconda generazione, con una pressione di alimentazione pari a 1600 bar.

Il risultato è stato un motore molto regolare, pressoché privo di vibrazioni, assai efficiente e parco nei consumi, ma anche piuttosto brillante, basti pensare che nelle versioni di punta arriva ad erogare fino a 95 CV.

Scendendo più in particolare, e partendo dalla testata, le geometrie dei condotti di aspirazione e scarico sono pressoché identiche a quelle dell'unità OM640. La testata utilizza una guarnizione più robusta a causa delle maggiori sollecitazioni che il 3 cilindri è chiamato a sopportare. La distribuzione è bialbero in testa, a quattro valvole per cilindro. Una particolare caratteristica del motore OM639 è quella di poter sincronizzare l'iniezione con la posizione degli assi a camme senza richiedere un sensore.

La sovralimentazione avviene tramite un turbocompressore che lavora con una pressione di sovralimentazione che arriva fino a 1.3 bar e tramite un intercooler in grado di ridurre la temperatura dei gas di scarico di 75 °C.

Il sistema di iniezione utilizza invece iniettori a valvola-solenoide, progettati specificamente per questo motore.

Tra le altre caratteristiche va ricordato il sistema di ricircolo dei gas di scarico, soluzione che contribuisce all'abbattimento degli ossidi di azoto ed al rispetto della normativa Euro 4.

Di seguito vengono mostrate le caratteristiche generali del motore OM639, complete delle applicazioni:
- architettura a 3 cilindri in linea;
- monoblocco in ghisa e testata in lega di alluminio;
- alesaggio e corsa: 83x92 mm;
- cilindrata: 1493 cm³;
- rapporto di compressione: 18:1;
- distribuzione a due assi a camme in testa;
- testata a quattro valvole per cilindro;
- alimentazione ad iniezione diretta common rail Bosch;
- sovralimentazione mediante turbocompressore ed intercooler;
- albero a gomiti su 4 supporti di banco;
- contralbero di bilanciamento;
- volano bi-massa;
- potenza massima: 
  - 68 CV a 4000 giri/min;
  - 95 CV a 4000 giri/min;
- coppia massima: 
  - 160 Nm a 1600 giri/min;
  - 210 N·m a 1800 giri/min;
- applicazioni:
  - Smart Forfour 1.5 CDi (2004-06);
  - Mitsubishi Colt Mk9 1.5 DI-D (2004-09).

Vale ancora la pena precisare che per ognuno dei due modelli su cui viene montato il motore OM639 sono state disponibili entrambe le versioni.